# ژرژ مونیه
ژرژ مونیه (فرانسوی: Georges Meunier‎; ۹ مهٔ ۱۹۲۵ – ۱۳ دسامبر ۲۰۱۵) دوچرخه‌سوار اهل فرانسه بود.
وی در مسابقات کشوری و بین‌المللی در مجموع برندهٔ ۱ مدال برنز شده‌است.